# Actia stiglinae
Actia stiglinae là một loài ruồi trong họ Tachinidae.